# Бланкенгам
Бланкенгам (нід. Blankenham) — село в нідерландській провінції Оверейсел. Входить до муніципалітету Стенвейкерланд.
Його площа становить 13,35 км², а населення станом на 2021 рік складало 220 осіб.
До 1973 року мало статус окремого муніципалітету.

## Галерея

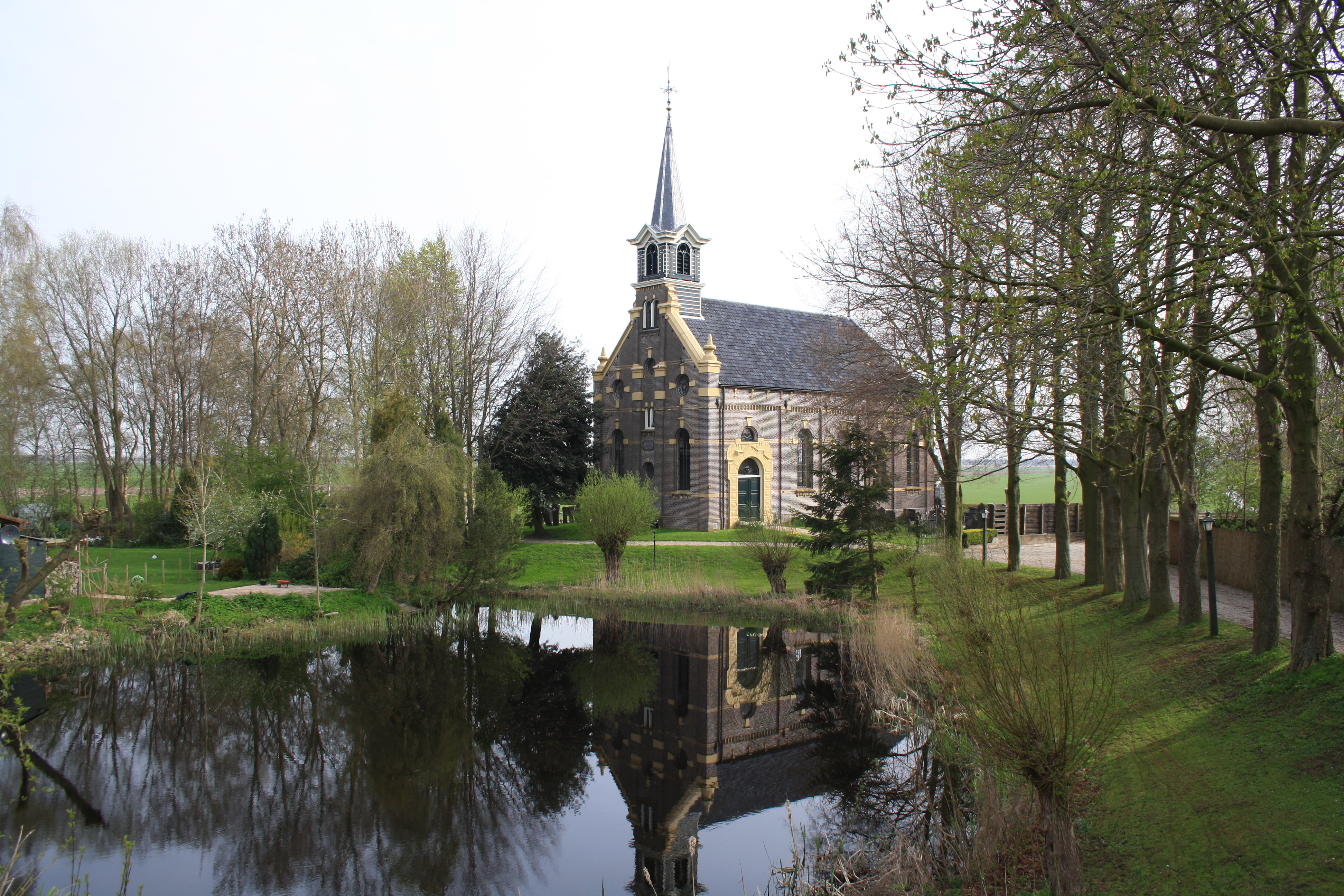
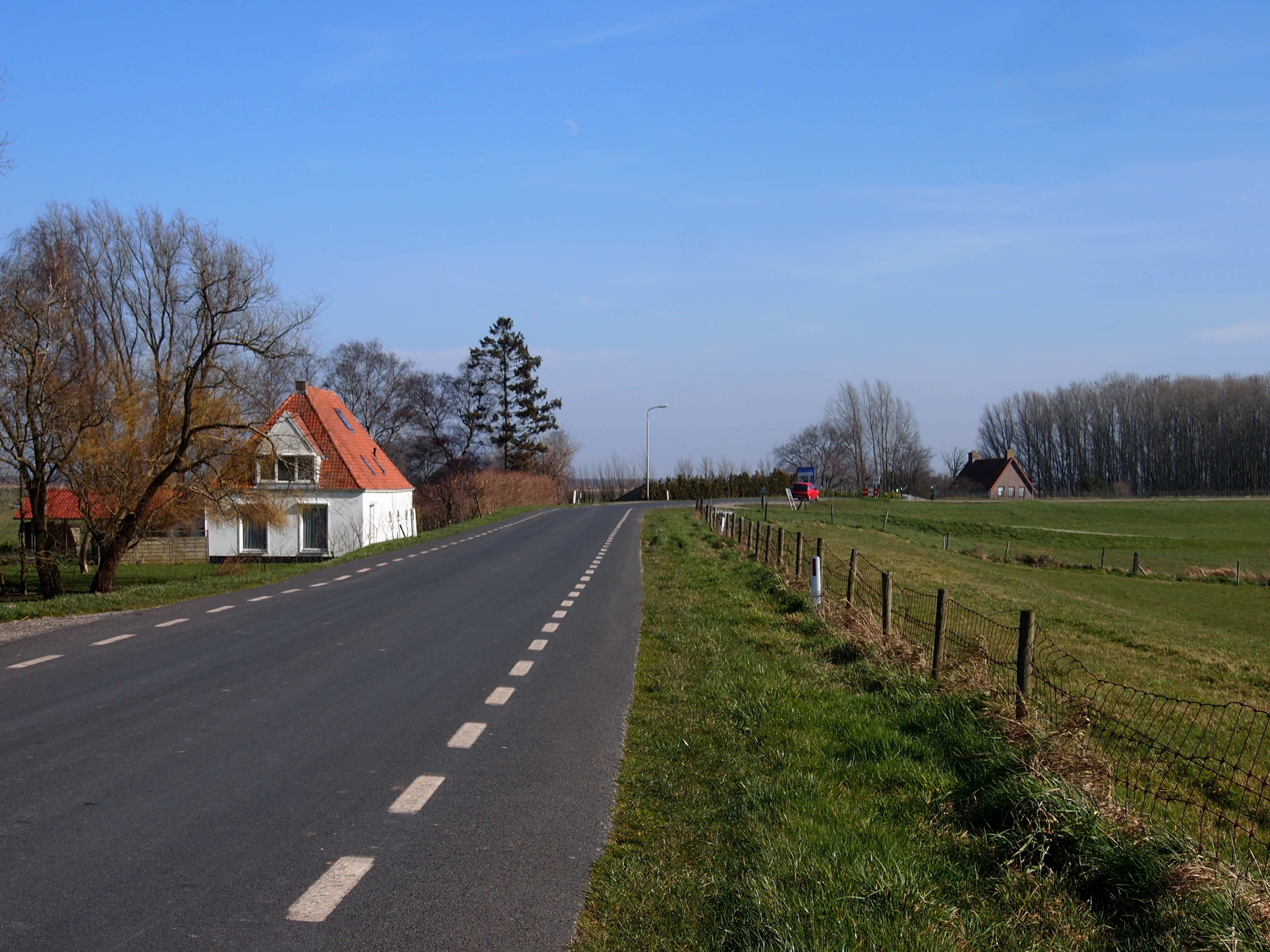
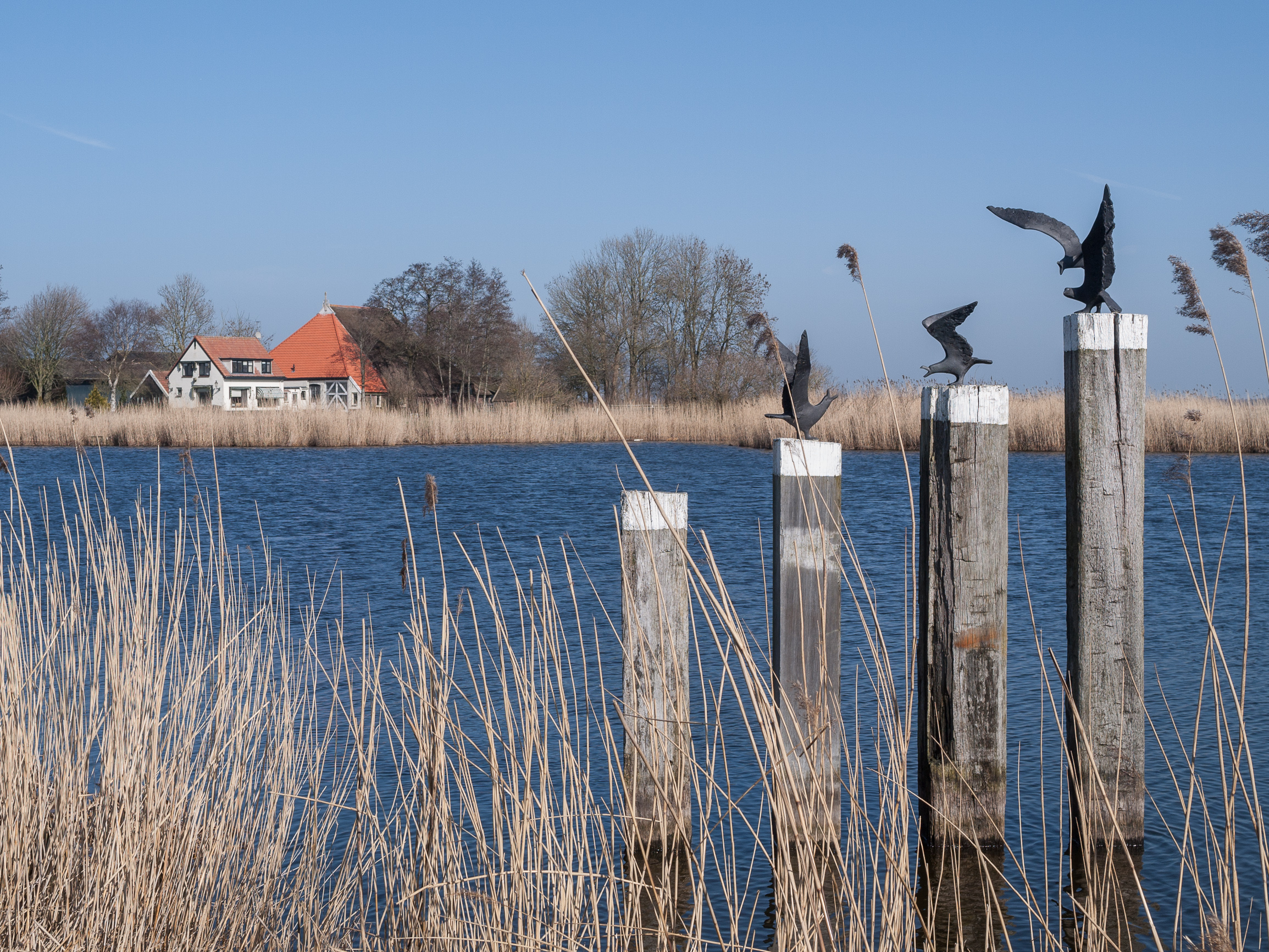
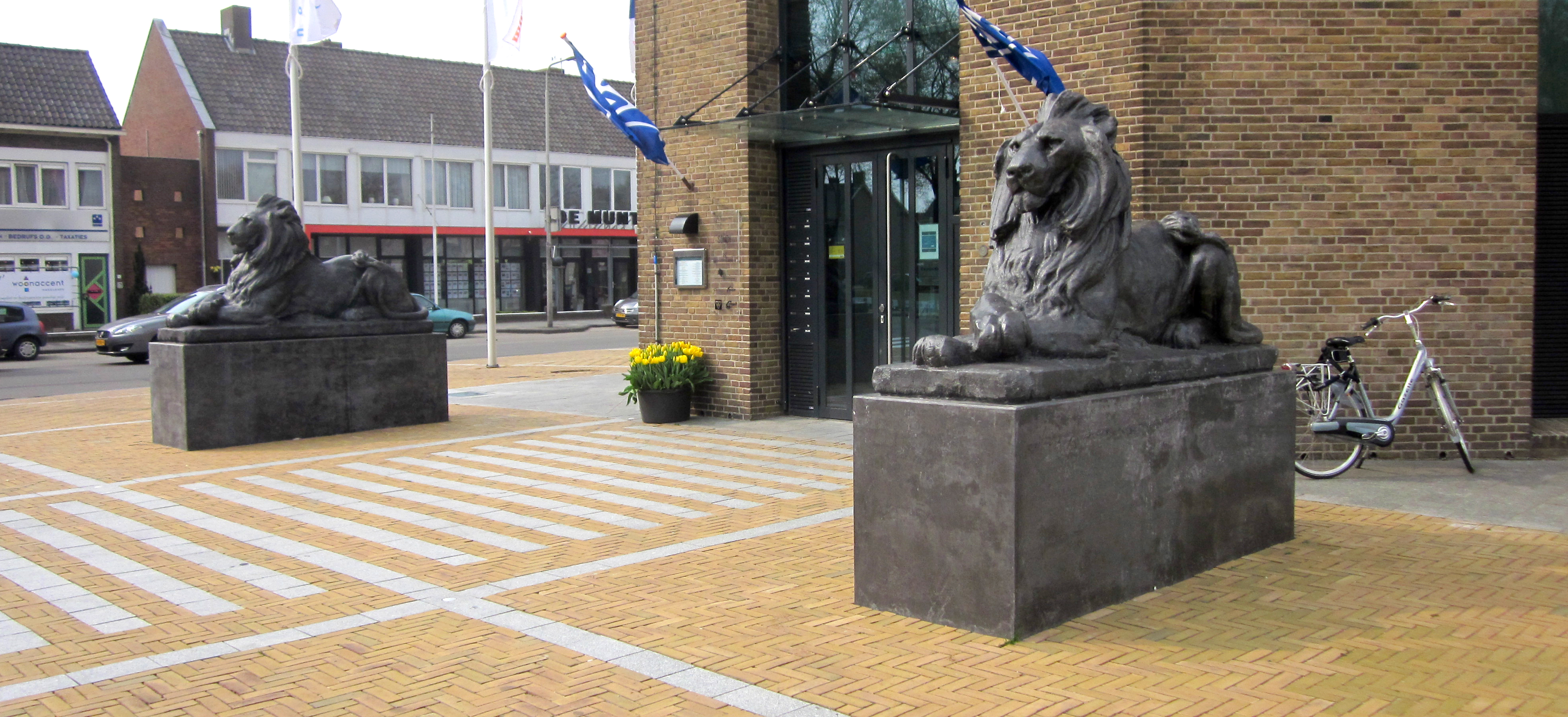